# Ériphyle (Voltaire)

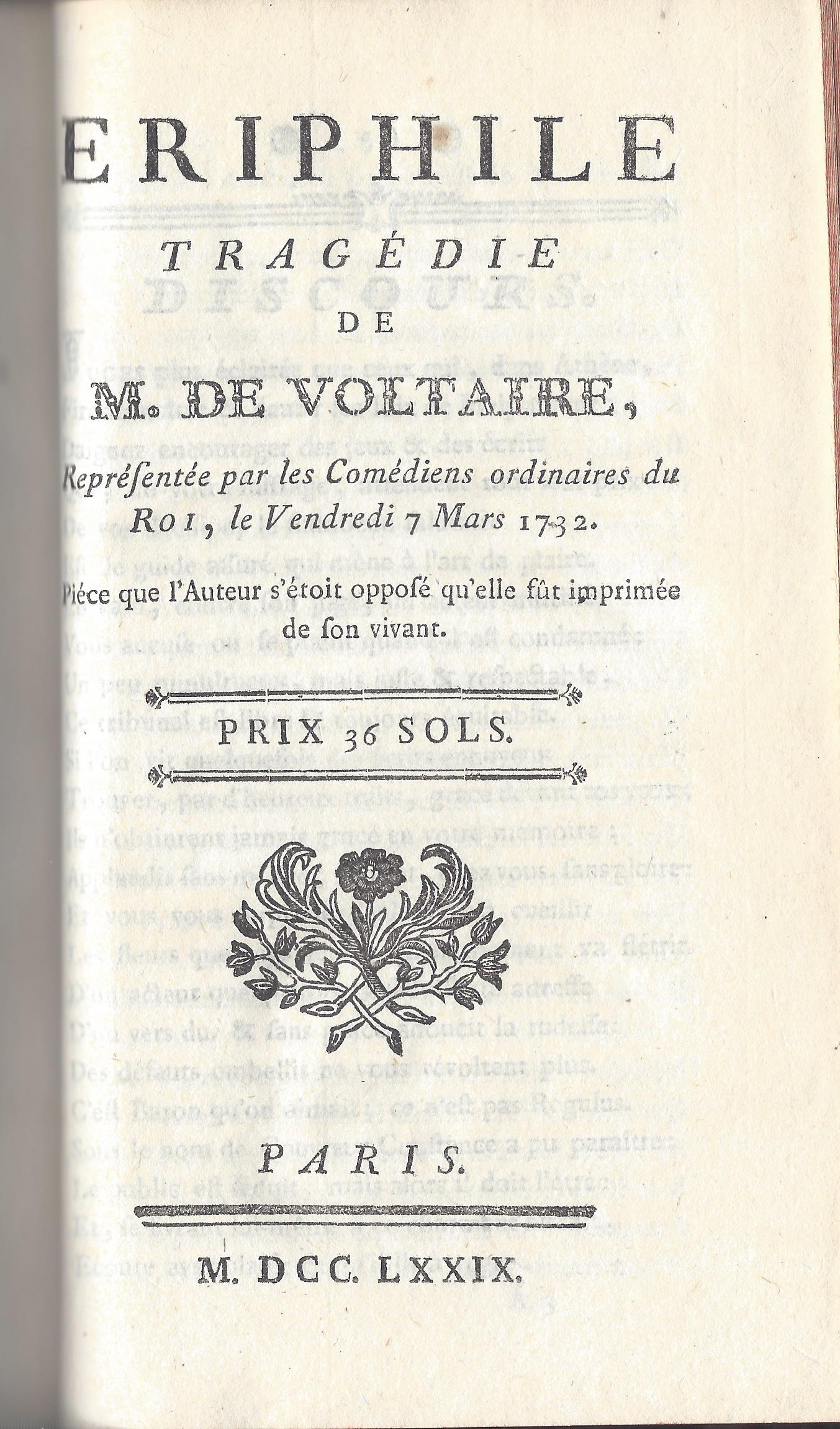
Titelblatt der Erstveröffentlichung von Voltaires Ériphyle, Paris 1779

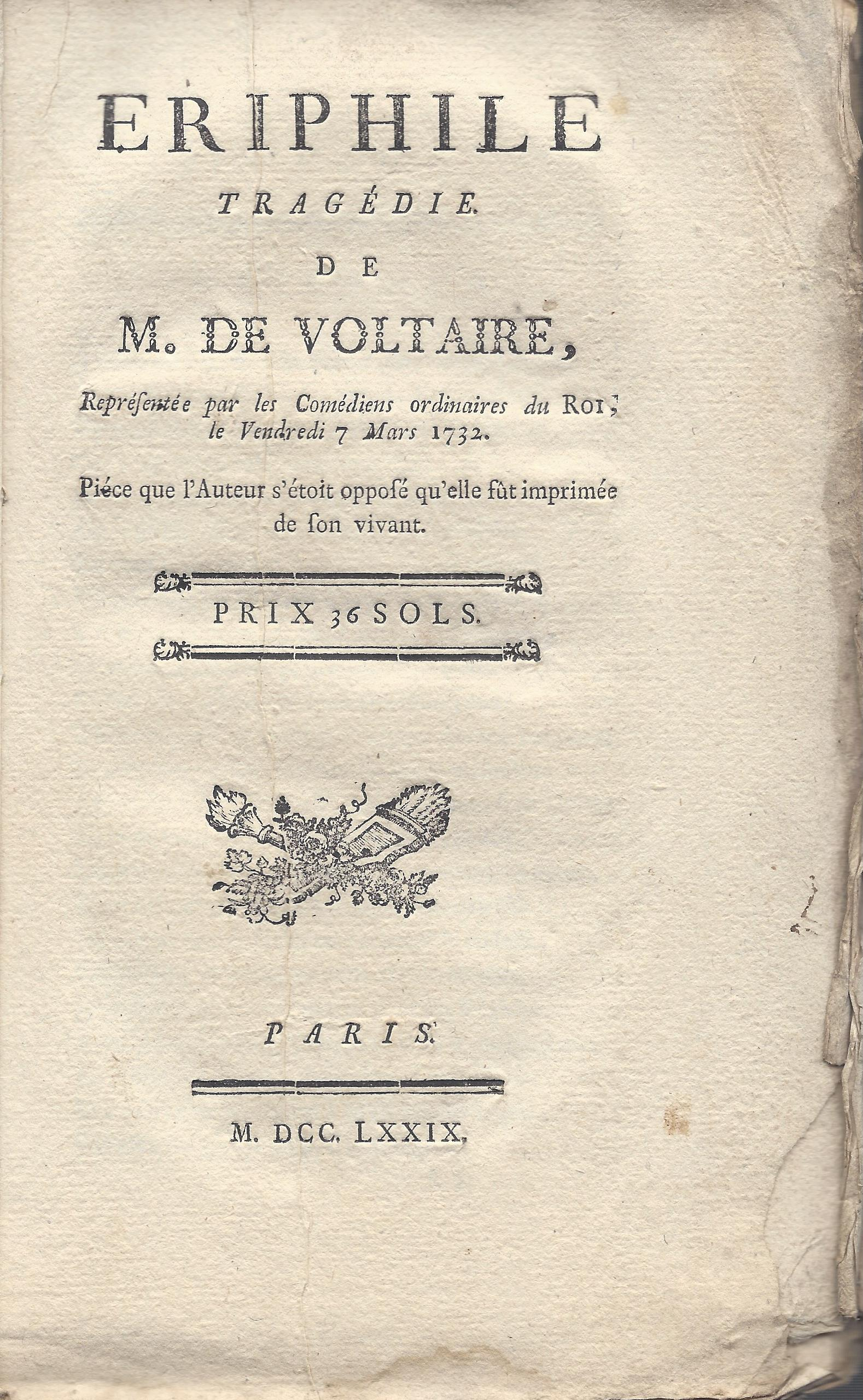
Titelblatt des Zweitdruckes von Voltaires Ériphyle, Paris 1779

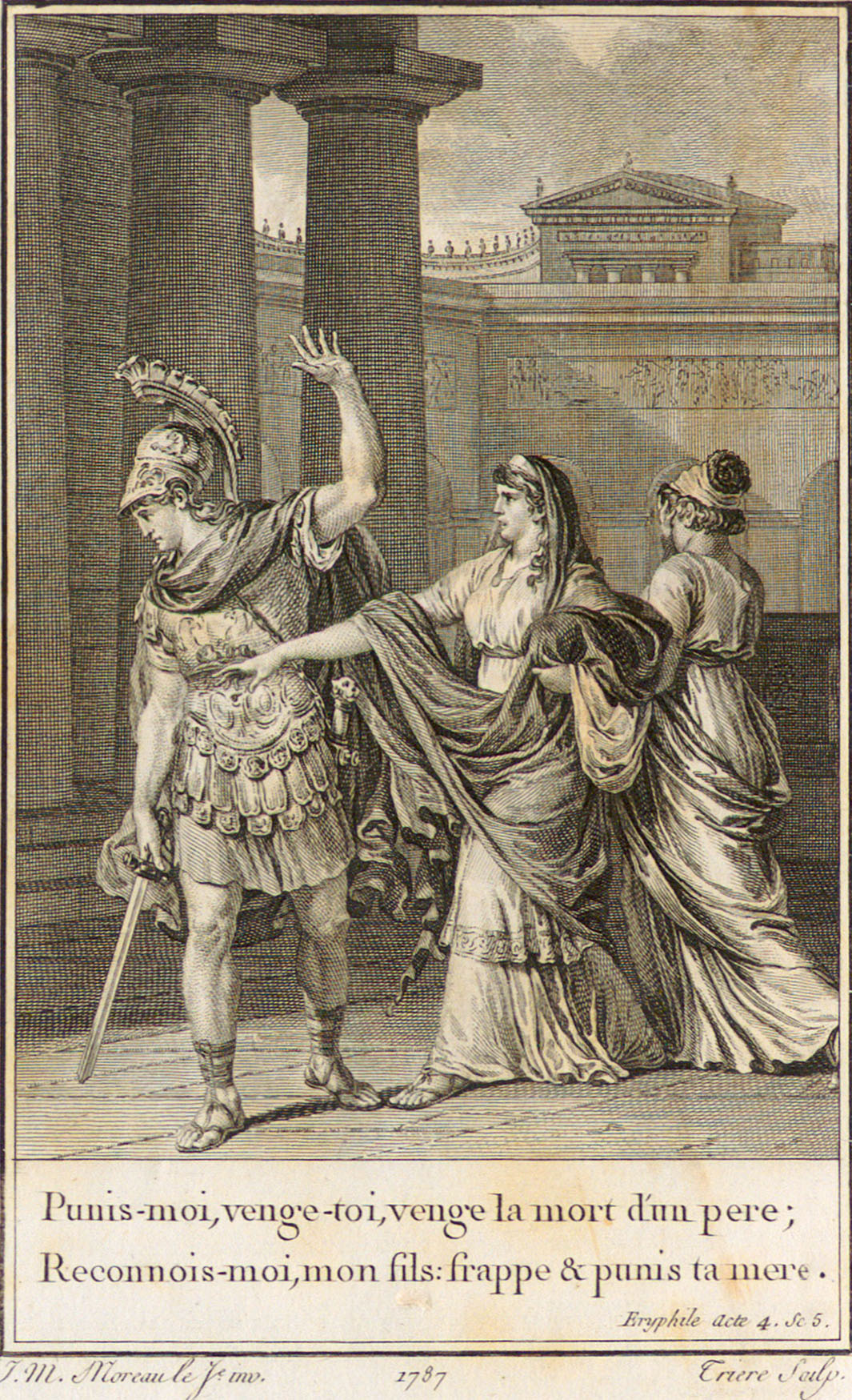
Jean-Michel Moreau: Illustration zum Èriphyle 1786

Ériphyle ist eine Tragödie in fünf Aufzügen von Voltaire. Das Stück wurde 1732 fertiggestellt und uraufgeführt, seine Ausarbeitung begann im Jahre 1731. Der magere Erfolg der Uraufführung veranlasste Voltaire den Druck zurückzuziehen.

## Handlung
Voltaire nutzte für den Stoff Bayles Dictionnaire historique et critique und dessen Vorlage die Bibliotheke des Apollodor. Ort der Handlung ist die Vorhalle des Jupitertempels von Argos. Ériphyle heiratete den König, Feldherrn und Seher Amphiaraos, unterhielt aber weiter eine Beziehung mit dessen Konkurrenten und Feind Hermogide. Amphiaraos fällt einem Komplott zum Opfer. Alcméon, unter Hermongide zum Feldherrn aufgestiegen, verliebt sich in die Königin. Im Jupitertempel von Argos offenbart sich ihm der Geist des Vaters und der fordert Rache. Der Hohe Priester beweist Alcméon, dass er der totgeglaubte Sohn des Amphiaraos ist. Im Kampf mit Hermongide tötet Alcméon unbeabsichtigt die Mutter.

## Aufführungen
Die Tragödie Ériphyle wurde am 7. März 1732 in der Comédie-Française uraufgeführt. Voltaire überarbeitete das Stück noch bis Anfang Mai. Die letzte Vorstellung von insgesamt zwölf erfolgte am 3. Mai 1732.

## Zeitgenössische Rezeption
Die Kritiken, insbesondere im Mercure de France, fielen verhalten aus. Ein eigentlicher Verriss ist nicht festzustellen. Auch die Einnahmen, allein 3970 Livres bei der Uraufführung, sprechen gegen ein Durchfallen des Stückes. Der Erfolg der zwölf Aufführungen entsprach vor allem nicht den höher gesteckten Erwartungen des Autors.

## Drucklegung
Voltaire hatte den Druck bereits bei seinem bis dahin bewährten Verleger Claude-François Jore, mit dem er sich zwei Jahre später überwarf, in Rouen in Auftrag gegeben. Die letzten Korrekturen und Änderungen datieren vom 7. Mai. Drei Tage später, am 10. Mai stoppte er den Druck. Voltaire verweigerte Zeit seines Lebens die Herausgabe des Stückes. Er übernahm aus dem zurückgehaltenen Manuskript einzelne Verse für die späteren Tragödien Mérope und Sémiramis. Voltaires letzter Besuch in Paris und die Aufführung der Iréne initiierten den Druck eines fehlerhaften Bühnenmanuskriptes aus dem Besitz des Schauspielers Lekain, das auch die Grundlage für die Werkausgabe Kehl bildete. Das Impressum Paris ist unsicher. Möglicherweise erfolgte die Drucklegung in der Schweiz. Aus dem Nachlass von Voltaires Sekretär Sébastien G. Longchamps (1718–1793) stammt ein weiteres überarbeitetes Manuskript, das erstmals 1877 in der Werkausgabe Moland veröffentlicht wurde.

## Erste Ausgaben
- Ériphyle, tragédie de M. de Voltaire. Représentée par les Comédiens ordinaire du Roi, le Venredi 7 mars 1732. Pièce que l'auteur s'ètoit opposé qu'elle fût imprimée de son vivant. Prix 36 Sols, Paris,  1779, 82 S.
- Ériphyle, tragédie de M. de Voltaire. Représentée par les Comédiens ordinaire du Roi, le Venredi 7 mars 1732. Pièce que l'auteur s'ètoit opposé qu'elle fût imprimée de son vivant. Prix 36 Sols, Paris,  1779, 80 S., Gegenfassung.
- Ériphyle, tragédie de M. de Voltaire. Représentée par les Comédiens ordinaire du Roi, le Venredi 7 mars 1732. Pièce que l'auteur s'ètoit opposé qu'elle fût imprimée de son vivant. Avec les changements qu'il fit après les représentations, Paris (= franz. Provinz), 1779, 54 S.